# Ruth Andersson
Ruth Magnhild Helena Andersson (i riksdagen kallad Anderson i Lerum), född 4 mars 1908 i Starrkärrs församling, Älvsborgs län, död 23 januari 2000 i Lerum, var en svensk politiker (socialdemokrat).
Andersson var ledamot av riksdagens andra kammare 1960–1970 i valkretsen Älvsborgs läns norra. Hon var också ledamot i den nya enkammarriksdagen från 1971. I riksdagen skrev hon fem egna motioner bland annat om sjukas rösträttsutövning, driftbidraget till barnstugor  och SJ:s tjänstebostäder. Ruth Anderson gjorde även i riksdagen en interpellation om ersättningen för sjuktransporter.
Ruth Andersson är begravd på Lerums Västra kyrkogård.